# Château de Camboulan
Le château de Camboulan est un château situé à Ambeyrac, en France.

## Localisation
Le château est situé sur la commune d'Ambeyrac, dans le département français de l'Aveyron.

## Historique
L'édifice est inscrit au titre des monuments historiques en 1995.